# 蓋文懿
盖文懿（?—?），唐朝贝州宗城（今河北省威县东南）人。
他是盖文达的同宗，以儒学著称，当时号“二盖”。盖文懿、盖文达推重王恭所讲《三礼》。武德初年，担任国子助教。唐高祖在秘书省置学，教授王公之子，以盖文懿为博士。盖文懿开讲《毛诗》，升席发题，公卿更相问难，文懿发扬风雅，远近宗仰。唐太宗贞观年间，在国子博士任上去世。